# Neophreatoicus assimilis
Neophreatoicus assimilis là một loài chân đều trong họ Phreatoicidae. Loài này được Chilton miêu tả khoa học năm 1894.